# Gezondheidszorg in Suriname

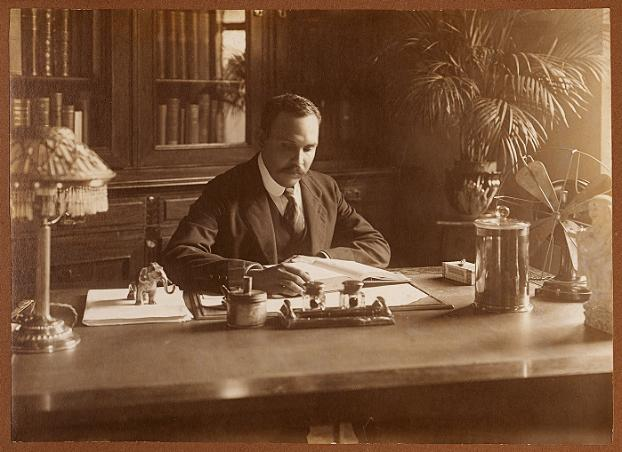
Paul Flu, belangrijk Surinaams onderzoeker in tropische hygiëne. Hij geldt als de grondlegger van het waterleidingnet in Suriname, met het doel om steekmuggen te bestrijden.

De gezondheidszorg in Suriname omvat de organisatie, verlening en financiering van medische zorg en gezondheidsdiensten.
De eerste Afro-Surinaamse arts van Suriname was Adolf Frederik Gravenberch. Terwijl dat in die tijd hoogst ongebruikelijk was, schoolde hij zich nog tijdens de slavernijperiode tot arts. Acht jaar voor de emancipatie in Suriname, kreeg hij in 1855 bij koninklijk besluit toestemming voor de uitoefening van de geneeskunde.

## Statistische gegevens
In 2021 was het ruwe geboortecijfer 16,63 per 1000 inwoners. Een Surinaamse vrouw was gemiddeld 24,5 jaar oud toen ze haar eerste kind kreeg. Het vruchtbaarheidscijfer was dat jaar 2,19 kind per vrouw. Sinds de jaren 1990 daalt de kindersterfte gestaag, van 34 per 1000 geboren kinderen in 1990 naar 16 in 2020. De levensverwachting van kinderen geboren in 2023 ligt op 73,6 jaar voor vrouwen en 67,2 jaar voor mannen.
In 2021 werden 18 mensen (15 mannen en 3 vrouwen) positief getest op lepra en 9 (2 mannen en 7 vrouwen) op dengue. Zowel in 2020 en 2021 werd bij niemand malaria geconstateerd. In 2019 overleden 8 mensen aan tuberculose, 54 aan hiv/aids, 80 in het verkeer, 99 aan zelfmoord, 127 aan diabetes, 407 aan kanker en 988 aan hart- en vaatziekten. Van 2020 tot en met 2022 vielen er als gevolg van de coronacrisis in Suriname 1398 doden. Bij de plaatsing van het monument voor de Covidslachtoffers op 3 april 2024 was dit aantal licht gestegen tot 1407.

## Sector

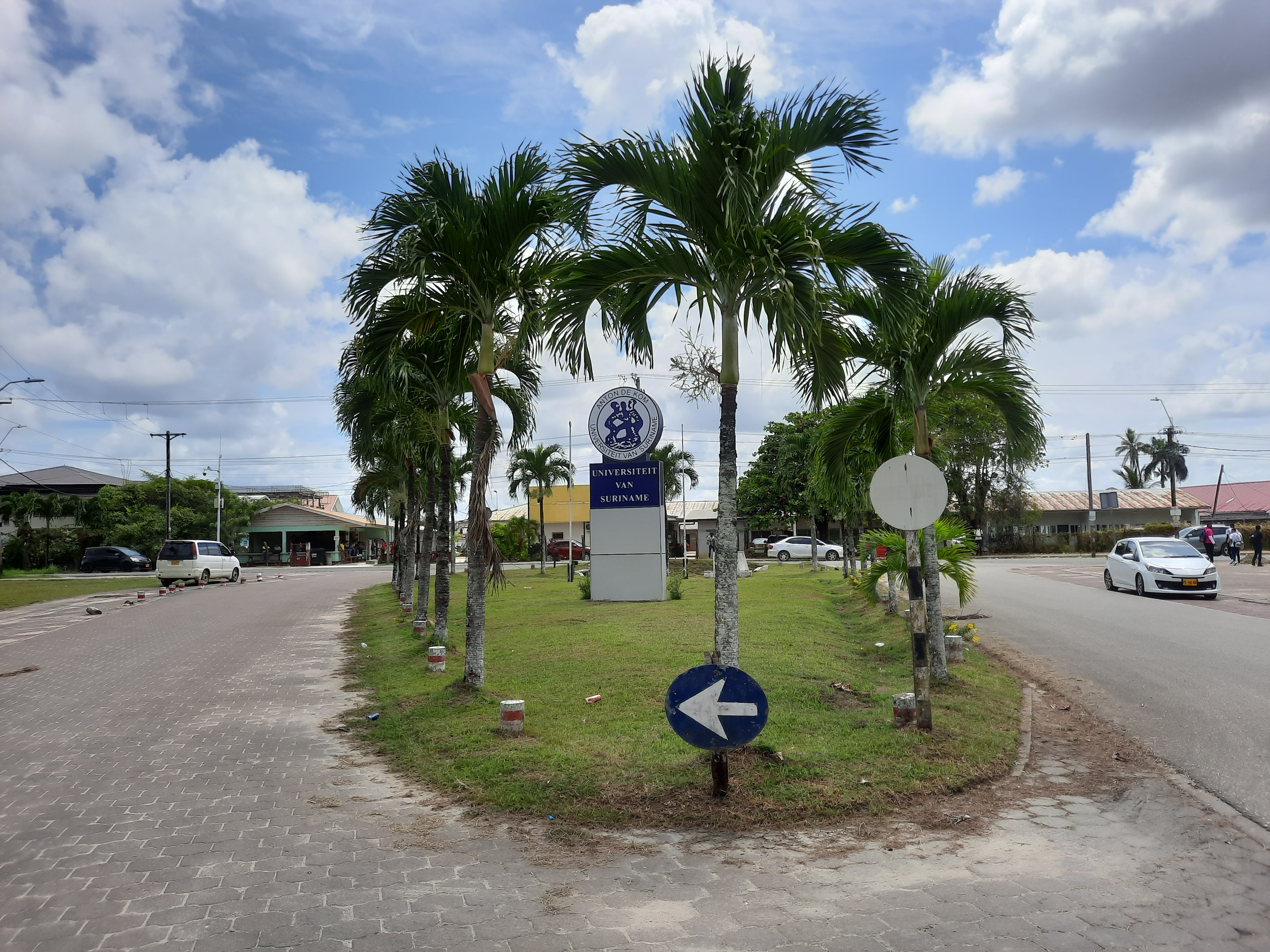
Anton de Kom Universiteit

Vanuit overheidswege valt de gezondheidszorg in Suriname onder het gezag van het ministerie van Volksgezondheid. Het ministerie betrok in 2025 nieuwbouw aan de Rodekruislaan.
Tot belangrijke overheidsinstellingen in deze sector horen het Bureau voor Openbare Gezondheidszorg, het Bedrijf Geneesmiddelen Voorziening Suriname en het Centraal Laboratorium. Een belangrijke toeleverancier uit Suriname is de Intermed Group of Companies.
Opleidingsinstituten zijn het Elsje Finck-Sanichar College COVAB, de Stichting Jeugdtandverzorging en de faculteit Medische Wetenschappen (FMeW) van de Anton de Kom Universiteit met de studierichtingen Geneeskunde en Fysiotherapie. Het Academische Ziekenhuis Paramaribo (AZP) maakt daar deel van uit.
De medische specialisten worden vertegenwoordigd door de Vereniging van Medici in Suriname en de ziekenhuizen door de Nationale Ziekenhuisraad (NZR). In de Surinaamse diaspora hebben medici zich verenigd in het Diaspora Platform Suriname. Dit platform heeft meermaals een Nederlands Diaspora Medisch Team naar Suriname gezonden om specialistische operaties uit te voeren. Gehandicapten in Suriname worden vertegenwoordigd door Wan Okasi.
Een commerciële speler in Paramaribo in de behandeling en revalidatie van Nederlanders is het RCR Zorghotel.

## Ziektekostenverzekering

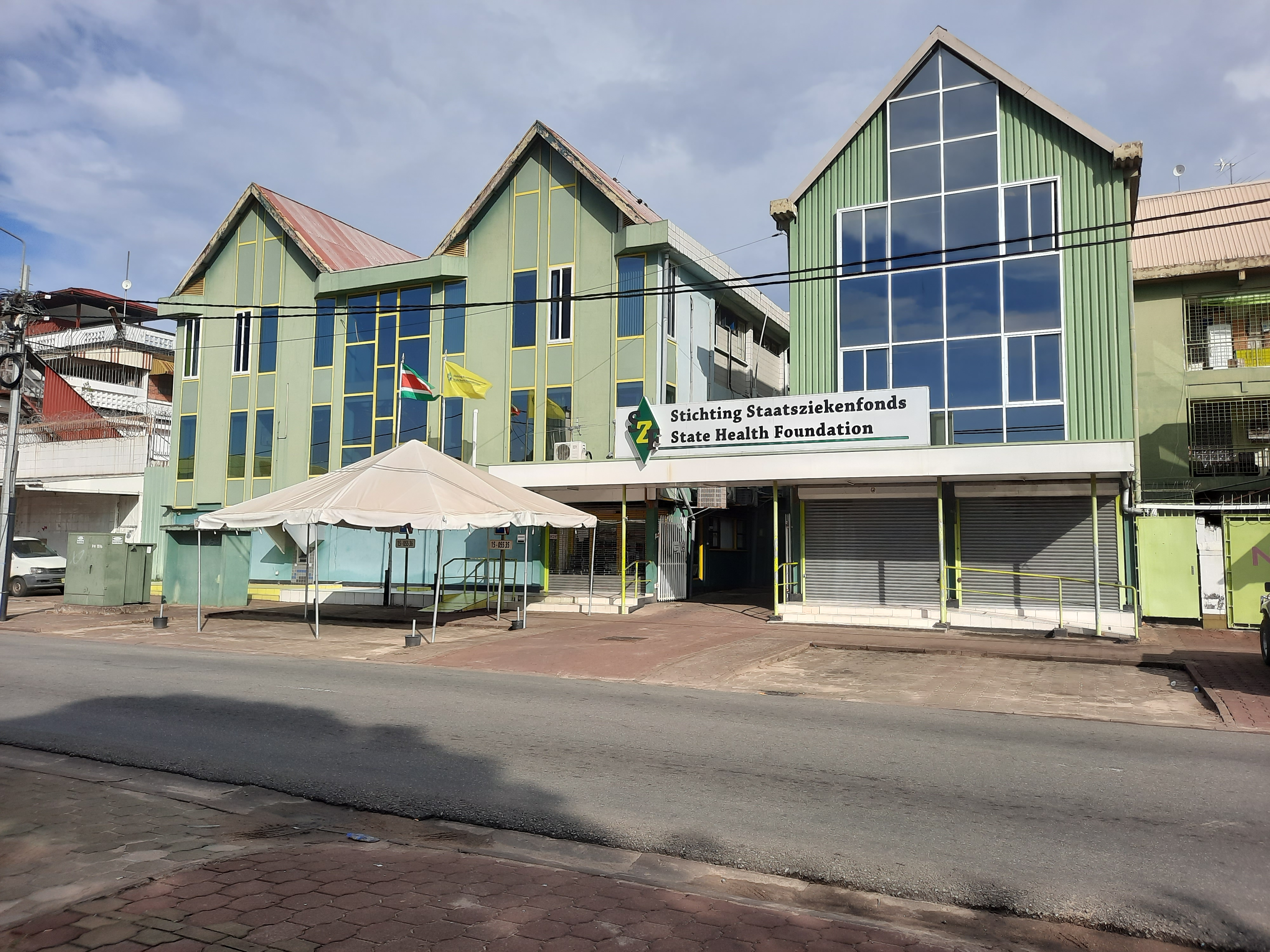
Staatsziekenfonds

Eind augustus 2014 werd de Wet Nationale Basiszorgverzekering goedgekeurd in De Nationale Assemblée. Dit gebeurde te samen met twee andere sociale wetten, namelijk voor een algemeen pensioen en voor een minimum uurloon. Hierin neemt ook het Staatsziekenfonds (SZF) deel.
De sector heeft in de jaren 2020 te maken met een chronisch geldtekort, met gevolgen als stakingen vanwege te laat uitbetaald loon en opnamestops in ziekenhuizen.
Het Human Rights Measurement Initiative berekende in 2021 dat Suriname 74,1% van de doelstellingen in de gezondheidszorg realiseert.

## Ziekenhuizen en poliklinieken

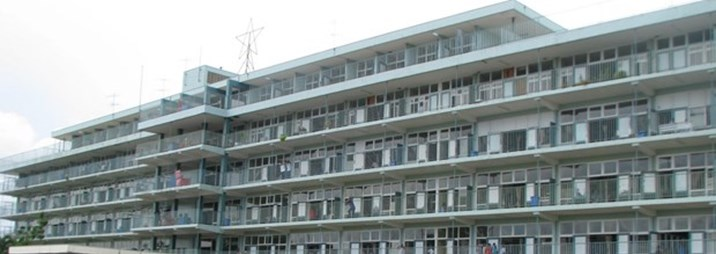
Academisch Ziekenhuis Paramaribo

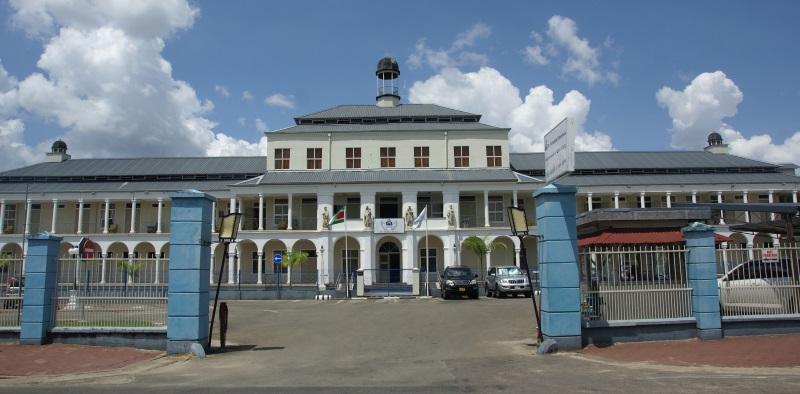
Sint Vincentius Ziekenhuis

In Paramaribo bevinden zich meerdere algemene ziekenhuizen, waaronder het Academisch Ziekenhuis Paramaribo (AZP) dat verbonden is aan de Anton de Kom Universiteit. Ook zijn er specialistische klinieken zoals de Esther Stichting (lepra), het Psychiatrisch Centrum Suriname en de Detoxificatie Kliniek. De Stichting Revalidatie Centrum in Paramaribo biedt poliklinische revalidatie.
Verspreid over het land bevinden zich regionale ziekenhuizen in verschillende hoofdplaatsen. Eind 2024 publiceerde de regering een lijst met staatsbedrijven die op termijn op de nominatie staan om geprivatiseerd te worden. Hierop stonden ook het AZP, het Streekziekenhuis Marwina in Albina en het Mungra Medisch Centrum in Nieuw-Nickerie. Ook het Staatsziekenfonds (SZF) staat op die lijst. Een deel van de bewoners langs de grens met Frans-Guyana heeft door de Binnenlandse Oorlog (1986-1992) een dubbele nationaliteit en kan daardoor in het buurland aanspraak maken op gezondheidszorg op Europees niveau.
Er zijn een groot aantal poliklinieken verspreid over het land. De klinieken langs de kust zijn van de Regionale Gezondheidsdienst (RGD) en in het binnenland van de Medische Zending. De Stichting Jeugdtandverzorging heeft behandelcentra in zes districten en een opleidingsinstituut in Paramaribo.

## Abortus
Abortus is in Suriname wettelijk alleen toegestaan wanneer daarmee het leven van de zwangere vrouw moet worden gered. Afbraak van de zwangerschap mag formeel niet wanneer die bedoeld is om de geestelijke of lichamelijke gezondheid van de vrouw te beschermen. In het algemeen wordt illegale abortus echter vaak gedoogd in Suriname.

## Gedenktekens
In Paramaribo bevinden zich enkele herinneringsbeelden met betrekking tot de gezondheidszorg.
| Artikel                          | Type                   | Omschrijving                                                  | Foto | Kunstenaar       | Onthulling | Locatie                                                          |
| -------------------------------- | ---------------------- | ------------------------------------------------------------- | ---- | ---------------- | ---------- | ---------------------------------------------------------------- |
| Borstbeeld van dokter Mac Donald | borstbeeld (verdwenen) | H.A. (Henk) Mac Donald, huisarts en musicus in de Mac Beaters |      | Erwin de Vries   | 1971       | Tourtonnelaan                                                    |
| Borstbeeld van Frits Tjong Ayong | borstbeeld             | Frits Tjong Ayong, chirurg en directeur                       |      | Erwin de Vries   | 1996       | Koninginnestraat (Paramaribo), in het Sint Vincentius Ziekenhuis |
| Borstbeeld van Paul Flu          | borstbeeld             | Paul Flu, pionier hygiënewetenschappen                        |      | Jaap Gutterswijk | onbekend   | Flustraat, Academisch Ziekenhuis Paramaribo                      |
| Borstbeeld van Sophie Redmond    | borstbeeld             | Sophie Redmond, eerste vrouwelijke creoolse dokter            |      | Jo Rens          | onbekend   | Flustraat, Academisch Ziekenhuis Paramaribo                      |
| Monument Covidslachtoffers       | standbeeld             | Covidcrisis in Suriname                                       |      | Rahied Abdoel    | 2024       | Flustraat, Academisch Ziekenhuis Paramaribo                      |